# Alexandra Bourchenkova
Alexandra Bourchenkova, née le 16 septembre 1988 à Velikiye Luki, est une coureuse cycliste russe. Elle a remporté le championnat de Russie du contre-la-montre en 2011.

## Palmarès
- 2005
  - Championne d'Europe sur route juniors
- 2006
  - 3e du championnat d'Europe du contre-la-montre juniors
- 2007
  - 1re étape du Tour de Prince Edward Island
  - 2e de Gracia Orlova
  - 3e du Tour de Prince Edward Island
  - 3e du championnat de Russie du contre-la-montre
- 2008
  - 2e étape de Wyscig Etapowy-Zamosc
  - 5e étape de Gracia Orlova
  - 2e du Tour de Pologne féminin
  - 2e de Wyscig Etapowy-Zamosc
  - 3e de Gracia Orlova
- 2009
  - Tour de Feminin - O cenu Ceskeho Svycarska
  - 2e du championnat de Russie du contre-la-montre
  - 3e du Tour féminin en Limousin
- 2010
  - Championne d'Europe du contre-la-montre espoirs
  - 2e du Tour de République tchèque
- 2011
  - Championne de Russie du contre-la-montre
  - Tour de Bretagne :
    - Classement général
    - 1re étape

  - Gracia Orlova
- 2012
  - Tour d'Adyguée :
    - Classement général
    - 2e étape
- 2013
  - 1re étape du Tour d'Adyguée
  - 3e du championnat de Russie du contre-la-montre